# Verwünscht nochmal
Verwünscht nochmal (Originaltitel: Disenchanted) ist eine US-amerikanische Fantasy-Filmkomödie von Adam Shankman aus dem Jahr 2022. Sie ist die Fortsetzung des Films Verwünscht aus dem Jahr 2007.

## Handlung
10 Jahre nach dem ersten Film leben Giselle, und Robert mit Morgan (inzwischen eine Teenagerin) und der gemeinsamen Tochter Sophia mehr oder weniger glücklich in Manhattan. Die Stadt wird ihnen jedoch langsam zu viel, also plant Giselle, mit der Familie in die Vorstadt Monroeville zu ziehen, wo sie wieder wie im Märchen leben will. Der Umzug bringt für sie schlechte erste Erfahrungen mit sich: Ihr neues Haus muss renoviert werden, Robert muss pendeln, um seinen Job weiterführen zu können, und Morgan fühlt sich an ihrer neuen Schule wie eine Außenseiterin.
Mit einem magischen Zauberstab wünscht sie sich, das in Monroeville alles so wird wie im Märchen. Das scheint zunächst gut zu gehen – alles singt, tanzt und ist fröhlich. Doch dann zeigen sich die Schattenseiten. Giselle ist Morgans Stiefmutter und die Rolle der Stiefmutter ist im Märchen nie eine gute. Es existiert ferner plötzlich eine böse Königin, mit der sich Giselle streitet. Außerdem lebt die Magie Monroevilles auf Kosten der Magie Andalasiens, wodurch letzteres in Gefahr gerät zu verschwinden.
Nur mit Hilfe aus Andalasien, einer gehörigen Portion Magie und jede Menge Heldenmut kann alles gerade noch rechtzeitig vor dem zwölften Glockenschlag rückgängig gemacht werden.

## Veröffentlichung
Verwünscht nochmal wurde am 18. November 2022 auf Disney+ veröffentlicht und am 5. November 2024 auf Disney Channel gezeigt.

## Kritik
„Familienfreundliche, anfangs etwas holprig entwickelte Musical-Komödie, die zusehends an Schwung gewinnt und zur unterhaltsamen filmischen Reflexion von Märchentopoi wird. Den Darstellerinnen gelingt es dabei mit nuanciertem Spiel, klischeehafte Geschlechterbilder von Märchen pointiert aufzubrechen.“